# Alter Wasserturm Dessau

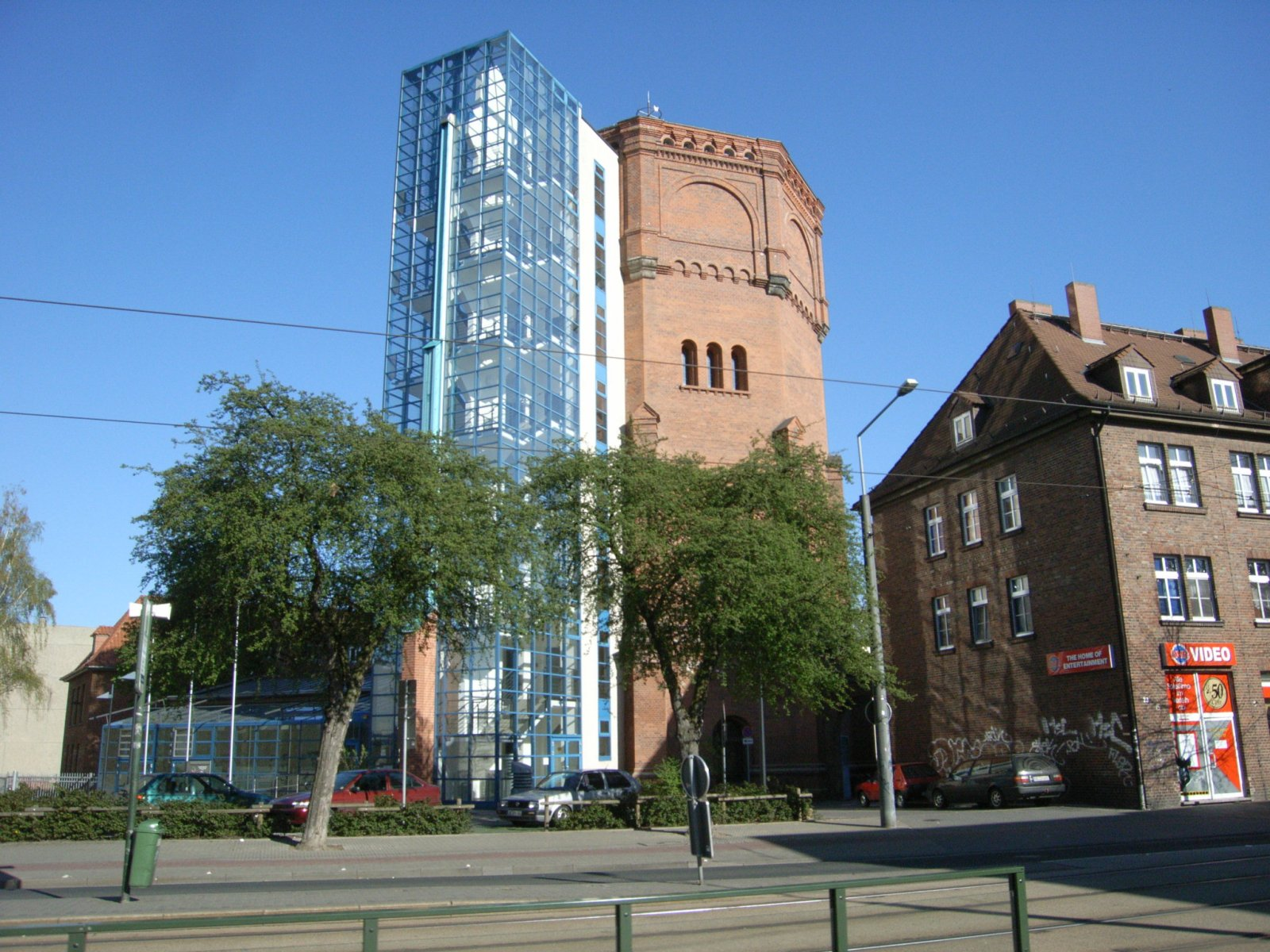
Alter Wasserturm in Dessau (2007)

Der Alte Wasserturm in Dessau ist ein ehemaliger Hochbehälter in der Stadt Dessau-Roßlau in Sachsen-Anhalt.

## Geschichte
In den 1870er Jahren erhielt Dessau, damalige Hauptstadt des Herzogtums Anhalt, ein erstes Wasserleitungsnetz, das nicht mehr auf hölzernen Leitungen und öffentlichen Brunnen basierte, die sich seit dem Jahr 1615 nachweisen lassen. Als Teil von diesem neuen Netz entstand im Jahr 1875 der Wasserturm südlich der Altstadt. Sein Wasser war allerdings sehr eisenhaltig, so dass man schon zwanzig Jahre später den Neuen Wasserturm – nur 500 Meter vom Alten Wasserturm entfernt – errichtete.
Bereits im Jahr 1930 wurde das Wasserwerk von Dessau umgebaut und die beiden Wassertürme wurden weitgehend überflüssig, so dass sie dem Verfall preisgegeben waren. Im Jahr 1939 verloren sie auch ihre Funktion als Druckausgleicher, da nun Pumpen diese Aufgabe übernahmen.
In den Jahren von 1999 bis 2002 wurde der Wasserturm umgebaut und um einen Anbau ergänzt, um künftig dem Landesarchiv Sachsen-Anhalt für seine Abteilung Dessau zu dienen, die sich zuvor im Schloss Oranienbaum befand und unter anderem das Staatsarchiv von Anhalt sowie Sammlungen einiger territoriale Nachfolger – wie dem Regierungsbezirk Dessau – umfasst. Diese Sammlung hatte ihre Ursprünge im Schloss Zerbst, das im Zweiten Weltkrieg stark beschädigt wurde. Zudem erfolgt am Standort Dessau die Sammlung der Dokumente zur Geschichte des Post- und Bahnwesens auf dem Territorium des heutigen Landes Sachsen-Anhalt.
Im Jahr 2016 wurden zudem dem Stadtarchiv Dessau-Roßlau Räumlichkeiten im Alten Wasserturm zur Verfügung gestellt, da dieses unter Platzproblemen litt. Allein 14 Räume kann das Stadtarchiv für sich nutzen, weitere 33 Räume – darunter der Lesesaal – nutzen beide Archive gemeinsam. Seitdem ist das Historische Archiv des Stadtarchivs im Wasserturm beheimatet, wohingegen am alten Standort in der Langen Gasse das Zwischenarchiv zu finden ist. Die Eröffnung des Lesesaals fand am 3. April 2017 statt.
Seit dem Jahr 2020 sind auch Bestände der Wissenschaftlichen Bibliothek der Anhaltischen Landesbücherei Dessau aus dem Palais Dietrich – für den Zeitraum der Sanierung des Palais’ – im Alten Wasserturm untergebracht.

## Baubeschreibung
Der achteckige Wasserturm beherbergt den gemeinsamen Lesesaal im Erdgeschoss. Die Außenfassade wird heute wesentlich von dem angebauten Treppenhaus geprägt, zwischen dem und dem Turm sich im Anbau auch die Regalräume befinden. Hier wurde auf Fenster verzichtet, um so eine optimale Klimatisierung – nach Kölner Vorbild (Historisches Archiv der Stadt Köln) – zu erreichen. Im ebenfalls dafür gut geeigneten Turmschaft wurden die Sonderformate untergebracht.
Der Wasserturm in der Heidestraße 21 steht als Baudenkmal unter Denkmalschutz und ist im Denkmalverzeichnis mit der Nummer 094 40095 erfasst.